# Idiot (román)
Idiot (rusky Идиот) je román ruského spisovatele Fjodora Michajloviče Dostojevského sepsaný roku 1866. Dílo je řazeno k realismu, i když Dostojevskij do něj zakomponoval prvky romantické a naturalistické.

## Děj
Hlavním hrdinou románu je kníže Lev Nikolajevič Myškin, nedoléčený epileptik, jenž se po dlouhé době léčení vrací do Petrohradu, do ruské společnosti, v níž je zprvu kvůli své nemoci označován za „idiota“. Svým chováním ale velmi rychle dovede předsudky ostatních změnit a většinou dokonce zcela vyvrátit. Svou lidskostí, nesobeckou ušlechtilostí a zdánlivě až naivní dobrotivostí nad ostatní ruskou společností výrazně vyniká.
Pro své okolí se stane téměř nepostradatelným a nakonec je společností „pohlcen“. Jeho psychický stav se ale neustále zhoršuje. Jako poslední rána osudu přichází vražda Nastasji Filippovny, nadpozemsky krásné, okouzlující, ale zároveň neobyčejně vnitřně sebetrýzněné a velice silné ženy, se kterou se měl oženit. (Je částí společnosti dokonce pokládána za nihilistku.) Tato událost zapříčiní jeho návrat do jeho dávného stavu, epilepsii, blízké idiotství. Kníže odjíždí zpět do Švýcarska na léčení. Ačkoli vrah neujde trestu, můžeme mluvit o snad nejtragičtějším vyvrcholení příběhu, jaké mohlo nastat - Myškin miloval dceru své vzdálené příbuzné Aglaju Ivanovnu Jepančinovou (snad stejně krásná jako Nastasja) a byli zasnoubeni, ale aniž by si to dobře uvědomil, dal nakonec přednost Nastasje Filippovně. Nastasja byla zavražděna (její vrah Parfen Semjonovič Rogožin by ji ovšem zavraždil, i kdyby si Myškina neměla vzít), Aglaju už nikdy nespatřil a nikdy se již nevyléčil. Aglaja si pak vzala bezvýznamného polského šlechtice a utekla od rodiny. Krása, zprvu tak silná a vítaná, je společností zničena, rozervána na kusy a nenávratně ztracena. Krása, jež (podle slov autora) měla „spasit svět“, je světem zničena, potupena, zhanobena a zapomenuta.

## Charakteristika hlavního hrdiny a společnosti
Dostojevskij se stvořením knížete Myškina pokusil o téměř nadlidský úkol. Jako více soudobých autorů se snažil o vytvoření veskrze kladného hrdiny, o ztělesnění dobra v jediném člověku, zobrazení naprosté mravní čistoty a bezúhonnosti. Chtěl stvořit hrdinu, podobného svou „dobráckou“ povahou nejspíše Cervantesovu Donu Quijotovi, nebo dokonce až samotnému Kristu. Zobrazit „krásu, která nezná svou cenu“.
Tento úkol zvládl Dostojevskij s obdivuhodnou virtuozitou sobě vlastní. V románu Idiot je už od prvopočátku stavěna Myškinova povaha do ostrého kontrastu s tehdejší ruskou společností. Ta je v důsledku toho vystavena výrazné kritice. V Rusku v 19. století ve společnosti neexistovala střední vrstva a lidé se dali (téměř) striktně rozdělit na smetánku a „absolutní chudinu“. Kníže Myškin se dostává právě mezi ty nejvyšší společenské vrstvy (ostatně sám je knížetem, třebaže zchudlým a psychicky nemocným). S neuvěřitelnou lehkostí, hraničící až se samozřejmostí, dokáže přesvědčit své okolí o prosté čistotě svého charakteru (aniž by si to díky své skromnosti příliš uvědomoval). Tak si postupně získává sympatie a úctu mnoha lidí ze svého okolí, až se sám nakonec stává jedním článkem oné „vznešené společnosti“.

## Adaptace
Dílo bylo přeloženo do mnoha jazyků po celém světě a bylo také opakovaně zpracováno do divadelní, filmové, televizní nebo rozhlasové podoby. Například v roce 1951 příběh zfilmoval Akira Kurosawa, v roce 1946 Georges Lampin, v roce 2011 Rainer Sarnet. V roce 1958 natočil Československý rozhlas dramatizaci románu v překladu Vladimíra Horáčka. V režii Jana Strejčka hráli Vladimír Šmeral, Oldřich Lukeš, Antonie Hegerlíková, Jiřina Švorcová, Gustav Nezval a Karel Houska.

## Předloha pro další díla
Hlavní postava románu kníže Myškin se stala předlohou i pro český film Saši Gedeona Návrat idiota, natočeného v roce 1999.
Frázi „krása spasí svět“ z románu Idiot použil ruský filozof Vladimir Solovjov jako úvodní moto ke svému článku Krása v přírodě a měl tím na mysli Platónovo tvoření v kráse, které mělo spasit hmotný svět tím, že se smísí se světem ideálním.